# Anthèse

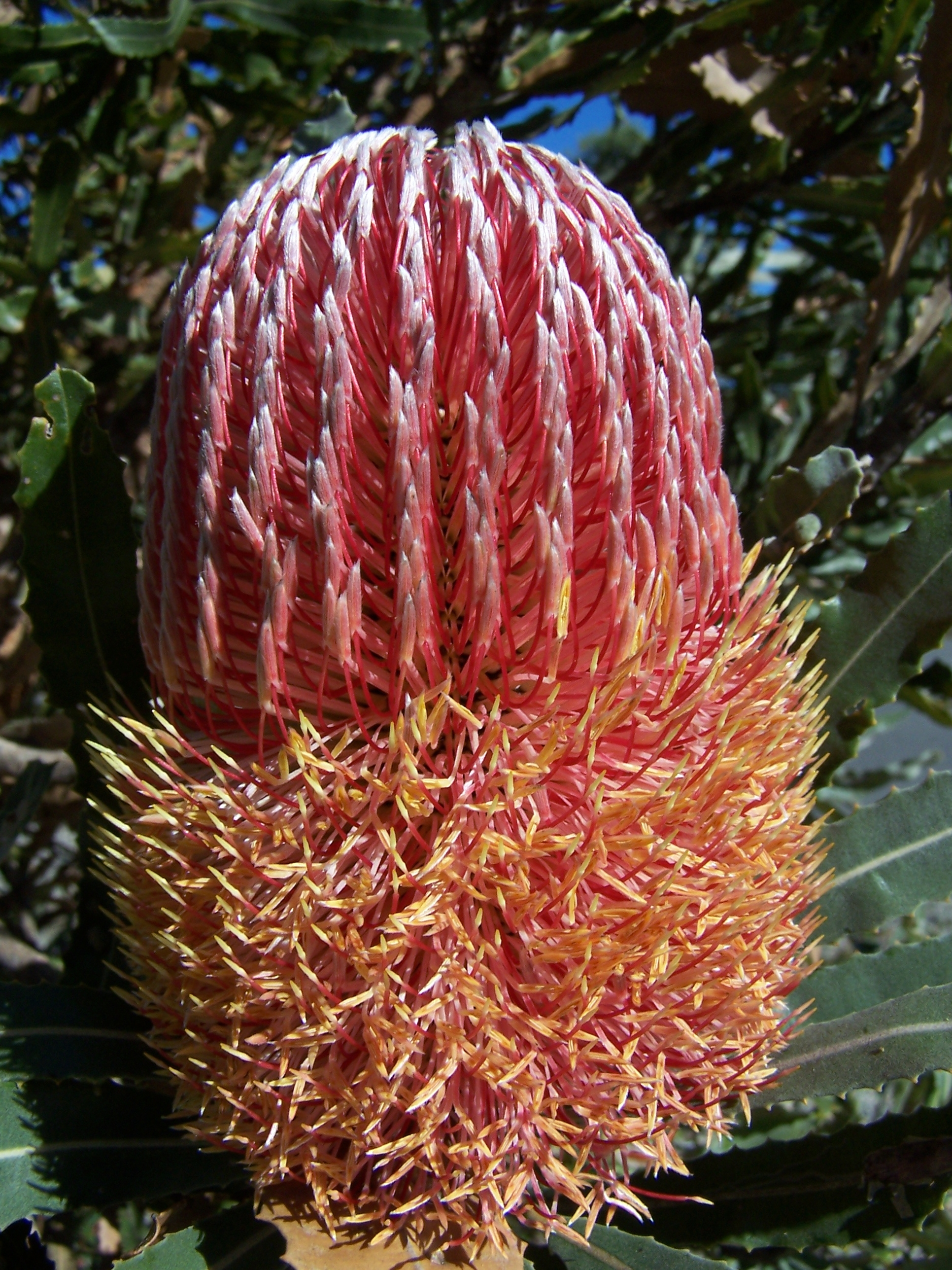
L'anthèse séquentielle des fleurs de cette inflorescence de Banksia menziesii a commencé.

L'anthèse est la période de floraison pendant laquelle une fleur est complètement ouverte et fonctionnelle. Le terme peut aussi se référer au début de cette période lorsque l'anthère s'épanouit pour libérer le pollen qui féconde le pistil.
Le début de l'anthèse est spectaculaire chez certaines espèces. Dans le genre Banksia par exemple, l'anthèse implique le dégagement de l'extrémité du style de la partie supérieure du périanthe. L'anthèse des fleurs est séquentielle au sein d'une inflorescence, aussi quand le style et le périanthe sont de couleurs différentes, il en résulte un changement de couleur spectaculaire qui se propage progressivement le long de l'inflorescence.